# Bild (Psychologie)
Der Begriff Bild bezeichnet in der Psychologie das innere Bild oder Vorstellungsbild. Es besteht aus einer Verbindung von neuen und bereits gespeicherten Sinneseindrücken zu einer ganzheitlichen Vorstellung. Diese ist nicht nur visuell, sondern enthält auch auditive, taktile, kinästhetische und meistens auch emotionale Anteile.

## Reklame
In der Werbung spricht man von einem positiven Image, wenn die Befragten mehrheitlich ein positives Vorstellungsbild von einem bestimmten Produkt oder einer Firma haben.

## Visuelle Wahrnehmung
Die visuelle Wahrnehmung besteht aus einer Integration von neuen Sinneseindrücken in bestehende Vorstellungen.

## Traumbilder und Vorstellungsbilder
Traumbilder sind visuelle innere Bilder, die durch unbewusste Steuerung während des Schlafes ablaufen und ebenso wie Halluzinationen einen Realitätscharakter aufweisen.
Als ähnliche Bilder bezeichnet Carl Gustav Jung (1875–1961) die Phantasiebilder.(a) Der von ihm poetisch verstandene Begriff des Phantasiebildes ähnelt dem des Phantasmas in der französischen Literatur. Diese Bilder haben im Gegensatz zu Traumbildern niemals realen Charakter und werden als solche Phantasievorstellungen von sinnlichen Wahrnehmungen als „inneres Bild“ stets unterschieden. Bei Übereinstimmung oder Ähnlichkeit mit unbewussten mythologischen Motiven der Kollektivpsyche spricht Jung von urtümlichen Bildern.(b) Archetypen sind ein Sonderfall solcher urtümlicher Bilder. – Dennoch besitzen auch die bewussten sinnlichen Wahrnehmungen psychologische Bedeutung als Ausgangspunkt der „inneren Wirklichkeit“. Diese differenziert sich in dem Maße, als den bloß sinnlichen Wahrnehmungen ein bestimmter „Sinn“ zugeordnet wird. Hierdurch unterscheiden sich diese Wahrnehmungen von allzu konkretistischen Eindrücken oder Empfindungen.(c) Urtümliche Bilder sind somit Ausdruck der momentanen psychischen Gesamtsituation und nicht etwa nur – oder vorwiegend – der unbewussten Inhalte schlechthin.(d) Sie stellen die Verbindung zum Bewusstsein dar. Es besteht eine wechselseitige Beziehung zwischen unbewussten und bewussten Materialien. Urtümliche Bilder sind die Vorstufe der Ideen.(e) Gewinnt die ursprünglich bildhafte Idee eine zu starke gedankliche Form und wird sie somit weitestgehend vom Denken geprägt, so wird die Gegenfunktion, das Fühlen davon mit betroffen und aktiviert. Ist dieses Fühlen allerdings undifferenziert, so wandelt sich das urtümliche Bild zum Symbol.(f) Als weitere weitgehend psychologisch wirksame Bilder werden von Jung die Seelenbilder,(g) und die Imagines(h) genannt.

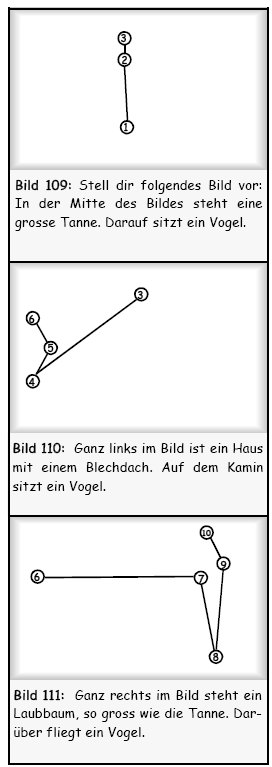
Augenbewegungen (Hunziker, 2006, nach R. Johansson)

Bei der Aufforderung sich etwas bestimmtes vorzustellen, können innere Bilder erzeugt werden, die von ähnlichen Augenbewegungen begleitet werden, wie bei der visuellen Wahrnehmung. Auch im Schlaf sind entsprechende Augenbewegungen (Rapid Eye Movements) durch die Elektroencephalographie festgestellt worden. Sie haben Beziehungen zur Traumphase des Schlafs.

## Beispiel
Die nebenstehende Bildfolge zeigt die Blickbewegungen auf eine leere Leinwand, die erfolgten, wenn der Proband aufgefordert wurde, sich entsprechend dem jeweiligen Text etwas vorzustellen.